# Tropicalia (singolo)
Tropicalia è un singolo del cantante statunitense Beck, pubblicato nel dicembre 1998 come primo estratto dall'album in studio Mutations.
La B-side Halo of Gold è una versione drasticamente rielaborata della canzone Furry Heroine (Halo of Gold) di Skip Spence.

## Il brano
Beck disse che l'ispirazione per Tropicalia veniva dalla sua passione di lunga data per la musica esotica: «Ascolto musica brasiliana da quando ero bambino, ma non ho mai sentito che fosse qualcosa che sarebbe venuto naturale fino agli ultimi anni. Penso che per qualcosa come Tropicalia avessi bisogno di andare in posti in cui quella musica esisteva per arrivare al punto in cui potevo farla da solo. L'ho scritta sul retro dell'autobus in tour, e poi ci ho messo i testi. Un sacco di volte scrivo la melodia e gli accordi delle canzoni, a volte anni prima che me ne vada in giro scrivendo testi, quindi resta lì a incubare».

## Tracce
CD
1. Tropicalia – 3:23
2. Halo of Gold – 4:29
3. Black Balloon – 3:30

7"
1. Tropicalia – 3:23
2. Halo of Gold – 4:29

## Formazione
- Beck Hansen – voce
- Roger Joseph Manning Jr. – sintetizzatore, organo, percussioni
- Justin Meldal-Johnsen – basso acustico, percussioni
- Joey Waronker – batteria, percussioni, batteria elettronica
- Smokey Hormel – percussioni, cuíca, chitarra acustica
- David Ralicke – flauto, trombone